# Saint-Paul-de-Tartas

Saint-Paul-de-Tartas este o comună în departamentul Haute-Loire, Franța. În 2009 avea o populație de 191 de locuitori.